# Grand Ruan
Le Grand Ruan, mont Ruan ou Grand mont Ruan, est un sommet du massif du Giffre, dans le canton suisse du Valais, culminant à 3 056 m et proche de la frontière française.

## Toponymie
Sur les cartes du XIXe siècle, le Grand Ruan est noté « Roan ». Si ce mot a une origine celte, il signifie alors « le domaine du grand ». Roan serait composé sur la base de la racine ro « très, grand » avec le suffixe de localisation ano. Ce serait alors « le domaine du très grand ». Dans les religions on utilise souvent ce genre d'expression pour désigner un dieu (« le très grand, le très haut, le tout puissant »). Chez les Celtes, de nombreux oronymes avaient un sens religieux.

## Géographie
Le Grand Ruan est situé au tripoint de crêtes venant de l'est, de l'ouest et du sud. Il est immédiatement entouré par la tour Sallière à l'est — et au-delà la Haute Cime, la plus haute des dents du Midi, à 4,4 km au nord-nord-est —, le Petit Ruan à l'ouest et la tour de Prazon au sud. Il domine l'alpage de Susanfe au nord, le vallon de Barberine au sud-est et le cirque du Bout du Monde au sud-ouest.
Ce sommet présente la particularité d'abriter sur ses pentes plusieurs glaciers assez imposants (dont certains s'étendent jusqu'à 2 500 m) — glacier du Ruan sur l'adret français, glacier des Fonds sur l'adret suisse et glacier du Mont Ruan sur l'ubac suisse —, et ce malgré son altitude limitée, dépassant de peu l'altitude moyenne de formation des neiges permanentes dites « éternelles » (environ 2 900 m dans les Alpes du Nord).

## Histoire
C'est sur les pentes du Grand Ruan qu'a disparu l'un des vainqueurs du mont Blanc, Jacques Balmat, en 1834.

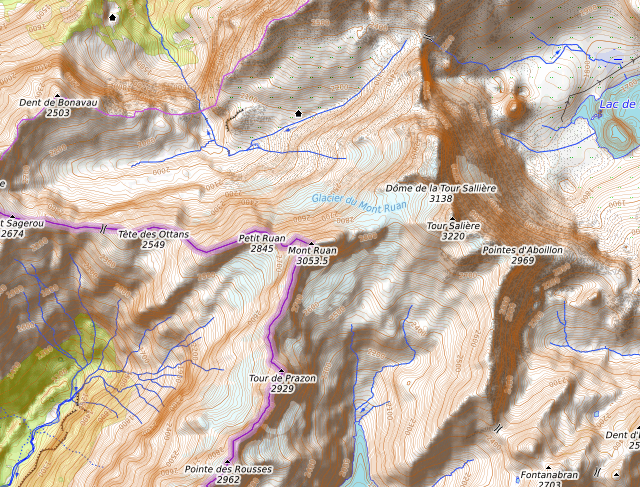
Carte topographique du Grand Ruan.